# Laura Monk
Laura Monk ist eine französische Mathematikerin, die sich mit zufälligen hyperbolischen Flächen beschäftigt.
Monk studierte an der École normale supérieure und promovierte 2021 an der Université de Strasbourg bei Nalini Anantharaman über ”Geometry and spectrum of typical hyperbolic surfaces”. Sie war danach am Max-Planck-Institut für Mathematik und ist seit 2022 an der University of Bristol.
Für 2024 erhielt sie den Maryam Mirzakhani New Frontiers Prize “für die Weiterentwicklung unseres Verständnisses zufälliger hyperbolischer Flächen höheren Geschlechts”.

## Werke (Auswahl)
- Benjamini-Schramm convergence and spectrum of random hyperbolic surfaces of high genus. Anal. & PDE 15, 727-755 (2022).
- mit Anantharaman: A high genus asymptotic expansion of Weil-Peterson volume polynomials. J. Math. Phys. 63, 043502 (2022).